# Annika Parance Éditeur
Annika Parance Éditeur là một nhà xuất bản ở Quebec được thành lập vào năm 2009..
Nhà xuất bản được khởi động bằng việc xuất bản L'inédit de Marie Cardinal vào năm 2012. Nhà xuất bản cũng phát hành các công trình khoa học dành cho công chúng.
Vào đầu tháng 9 năm 2020, nhà xuất bản đã xuất bản Liv Maria của Julia Kerninon để phân phối ở Quebec.